# Dictarea de la Kissingen

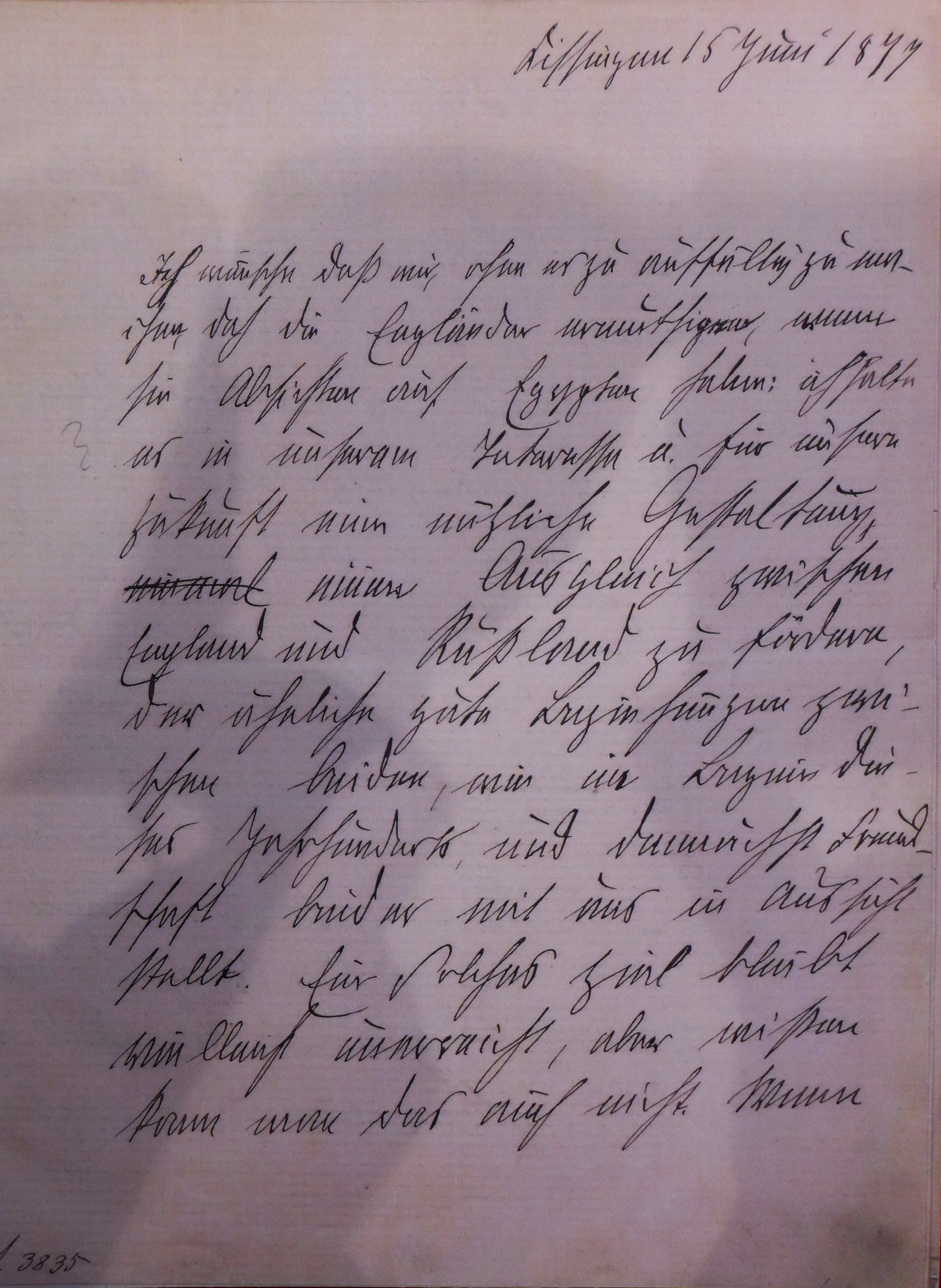
Prima pagină a „Dictării de la Kissingen”

Dictarea de la Kissingen (în germană Kissinger Diktat) este un dosar diplomatic creat în Bad Kissingen de cancelarul german Otto von Bismarck în vara anului 1877. Documentul conține principiile politicii sale externe.
Bismarck se temea de formarea unei coaliții a puterilor europene împotriva noului creat în 1871 Imperiu German. Imperiul German era vulnerabil din punct de vedere al poziției geografice, fiind plasat în mijlocul Europei. Unificarea Germaniei a fost realizată prin victoria în războiul împotriva Franței din 1870-1871. Franța a pierdut Alsacia și o parte a Lorenei la sfârșitul acestui război, iar Bismarck se temea de dorința de revanșă a francezilor. În documentul Kissingen, pe care Otto von Bismarck l-a dictat în Bad Kissingen fiului său Herbert în legătură cu Marea Criză Răsăriteană din 1877, el a conceput o imagine ideală „o situație politică de ansamblu în care toate puterile, cu excepția Franței, au nevoie de noi și, acolo unde este posibil, coalițiile împotriva noastră sunt împiedicate de relațiile dintre ele”.
Documentul descrie politica defensivă menită să evite un război în Europa Centrală și să asigure securitatea poziției Germaniei. Bismarck dorea să utilizeze pentru evitarea formării de alianțe împotriva Germaniei conflictele de interese dinte puterile europene în zonele periferice ale Europei sau în afara continentului. O poziție de sprijin sau cel puțin de neutralitate a Germaniei în aceste conflicte ar fi fost necesară pentru toate puterile europene. 
Dictarea de la Kissingen a schițat programul diplomatic al cancelarului german, realizat prin sistemul de alianțe ale lui Bismarck odată cu formarea Dublei Alianțe dintre Germania și Austro-Ungaria, Triplei Alianțe dintre Germania, Austro-Ungaria și Italia și semnarea Tratatului de reasigurare dintre Germania și Rusia.

## Legături externe
- Textul „Dictării de la Kissingen” (în germană)